# Johann Nepomuk von Tschiderer
Blahoslavený Johann Nepomuk von Tschiderer zu Gleifheim (15. dubna 1777, Bolzano – 3. prosince 1860, Trento) byl rakousko-italský římskokatolický kněz a biskup Trenta. Katolická církev ho uctívá jako blahoslaveného.

## Život
Narodil se 15. dubna 1777 v Bolzanu jako pátý ze sedmi synů Josepha Joachima von Tschiderer zu Gleifheim a Cateriny de Giovanelli. Roku 1620 udělil císař Ferdinand III. Habsburský rodině von Tschiderer šlechtický titul. Pokřtěn byl po narození v kostele Nanebevzetí Panny Marie. Z matčiny strany byl příbuzný Josepah von Giovanelli zu Gerstburg und Hörtenberg a Ignazia von Giovanelli zu Gerstburg und Hörtenberg.
Vzdělání získal v Řádu menších bratří. Během studií bydlel u svého dědečka z matčiny strany. Roku 1792 se se svou rodinou přestěhoval do rakouského Innsbrucku, kde absolvoval seminář a teologická a filosofická studia. Dne 24. června 1800 byl vysvěcen na jáhna a 27. července 1800 přijal kněžské svěcení. Obě svěcení získal z rukou biskupa Emanuela Maria Thun. Primiční mši sloužil v kostele svatého Antonína z Padovy v Collalbu. V letech 1800 až 1802 působil jako kaplan v Trentu. Poté odcestoval do Říma, kde chtěl pokračovat ve svých studiích. Zde byl jmenován apoštolským notářem. V průběhu roku 1802 se několikrát setkal s papežem Piem VII. Později se vrátil do Trenta aby zde pokračoval ve své pastorační službě a stal se také profesorem morální a pastorální teologie. Roku 1810 se stal farářem v Sarntalu, kde otevřel malou školu. Dne 13. září 1819 se stal farářem v Meranu.
Dne 26. října 1826 jej kníže-biskup Franz Xaver Luschin jmenoval kanovníkem katedrály a 26. prosince 1827 se stal provikářem v Trentu.
Dne 24. února 1832 jej brixenský kníže-biskup Bernhard Galura jmenoval svým pomocným biskupem, načež tato volba byla schválena Svatým stolcem a byl současné jmenovaný titulárním biskupem z Helenopolisu. Biskupské svěcení přijal 20. května 1832 z rukou biskupa Galury.
Dne 17. července 1834 jej císař František I. Štěpán Lotrinský jmenoval biskupem Trenta. Ke schválení Svatým stolcem došlo 19. prosince stejného roku.
Roku 1854 vysvětil na kněze např. pozdějšího světce Daniela Comboniho.
Svou biskupskou službu strávil psaním, kázáním a vyučováním katechismu. Značnou část svých příjmů věnoval výstavbě a restaurování více než 60 kostelů a nákupu knih pro farní a kaplanské domy. Snažil svůj čas trávit prací pro chudé a nemocné. V letech 1836 a 1855 pomáhal obětem cholery a roku 1859 i obětem války.
Roku 1854 plánoval pouť do Říma. Zde si chtěl připomenout dogma Neposkvrněného početí Panny Marie, v čemž mu jeho zdraví zabránilo. Zemřel 3. prosince 1860 s vysokými horečkami a srdečním onemocněním. Před svou smrtí získal svátost Pomazání nemocných a papežské požehnání od papeže bl. Pia IX.

## Proces blahořečení
Jeho proces blahořečení byl zahájen roku 1873 v diecézi Trento. Dne 14. července 1968 uznal papež sv. Pavel VI. jeho hrdinské ctnosti.
Dne 21. prosince 1992 uznal papež sv. Jan Pavel II. zázrak uzdravení na jeho přímluvu. Blahořečen byl 30. dubna 1995.